# 5683 Bifukumonin
5683 Bifukumonin este un asteroid din centura principală de asteroizi.

## Descriere
5683 Bifukumonin este un asteroid din centura principală de asteroizi. A fost descoperit pe 19 octombrie 1990 la Oohira de Takeshi Urata. El prezintă o orbită caracterizată de o semiaxă mare de 2,21 ua, o excentricitate de 0,22 și o înclinație de 4,8° în raport cu ecliptica.